# Gunnar Höckert

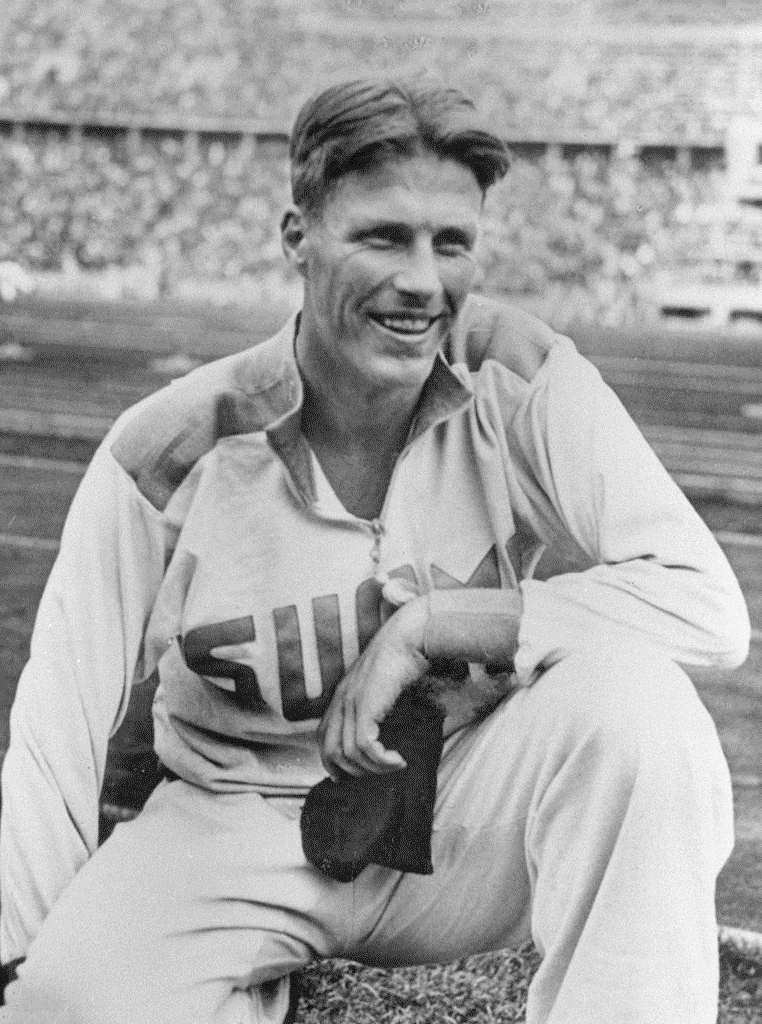
Gunnar Höckert na Olímpiada de 1936.

Gunnar Höckert (Helsínquia, 12 de fevereiro de 1910 — Istmo da Carélia, 11 de fevereiro de 1940) foi um atleta e campeão olímpico finlandês.
Disputando os 5.000 metros, o ano de 1936 foi o único em que teve grande temporada como atleta de ponta, exatamente o ano em que se sagrou campeão olímpico em Berlim 1936. Hockert disputou a prova numa batalha contra seu compatriota e campeão olímpico em Los Angeles 1932, Lauri Lehtinen, também recordista mundial dos 5.000 m. Ele conseguiu ultrapassar Lehtinen na última volta e venceu em 14m22s2, melhor marca do ano para a distância.
Pouco tempo depois, em Estocolmo, ele quebrou o recorde mundial para os 3000 metros (8m14s8). Uma semana depois, na mesma pista, quebrou também o recorde mundial para as 2 milhas e mais uma semana depois, igualou o recorde mundial do francês Jules Ladoumègue para os 2 km em pista em Malmo. A partir daí o sua carreira entrou em curva decrescente, com o atleta lutando contra um reumatismo precoce e não mais conseguiu atingir as marcas que estabeleceu em 1936.
No início da II Guerra Mundial, Höckert alistou-se como voluntário para combater na Guerra de Inverno, o conflito existente entre a Finlândia e a União Soviética durante o inverno de 1939–1940 e recebeu a patente de segundo-tenente. Ele foi morto durante batalha no Istmo da Carélia, um dia antes de completar trinta anos.